# Чёрный Каньон Ганнисона (национальный парк)
Чёрный Каньон Ганнисона (англ. Black Canyon of the Gunnison) — национальный парк в штате Колорадо в США. Расположен в Скалистых горах, на двух берегах среднего течения реки Ганнисон, основного левого притока реки Колорадо. Главным географическим объектом парка является глубокий каньон (Чёрный Каньон), в котором течёт река. Общая длина каньона 77 км, из которых в парке проходит 18 км. На территории парка нет мостов через Ганнисон (есть лишь мост выше по течению и ниже по течению), поэтому парк состоит из двух территорий — левого и правого берега. Соответственно, имеются два въезда в парк — южный и северный. Восточнее (выше по течению реки) к парку примыкает национальная зона отдыха Куреканти, западнее — национальная охранная зона Ущелье Ганнисона.

## История

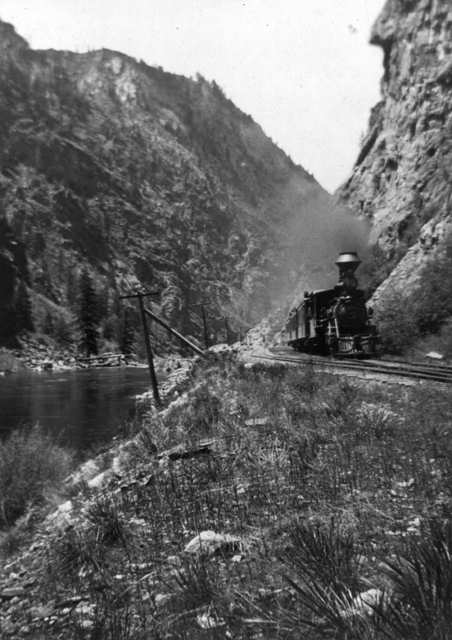
Паровоз D&RGW 168 тянет поезд по Чёрному Каньону. Фотография 1904 года

В долине Ганнисона с доисторических времён жили индейцы юта, и предполагается, что её посещали испанские экспедиции в конце XVIII века, однако первый достоверный отчёт о посещении Чёрного Каньона Ганнисона был составлен в 1853 году, в ходе экспедиции Джона Ганнисона. Задачей Ганнисона было исследовать возможную трассу для железной дороги, проходившей в районе границы Канзаса и Небраски. Экспедиция пересекла Скалистые горы, вышла в долину реки, которая сейчас называется Ганнисон, и 7 сентября вошла в Чёрный Каньон. Ганнисон несколько раз въезжал в каньон на лошади и даже сделал предположение о том, что по дну каньона может быть проложена железная дорога. Экспедиция, однако, не пыталась пройти каньон и повернула южнее, после чего была почти полностью вырезана, предположительно мормонами.
В 1882 году компания The Denver and Rio Grande Railroad в ходе строительства железной дороги из восточного Колорадо в Солт-Лейк-Сити довела рельсы до города Ганнисон, выше каньона по течению Ганнисона. Компания решила строить железную дорогу по каньону, и в августе 1882 года началось движение по 24 километрам пути до Саймаррона. При этом было принято решение вместо обычной колеи строить узкоколейную железную дорогу с колеёй шириной в три дюйма. Этот участок железной дороги, лежащий выше современной территории национального парка, пользовался большим успехом у публики, и внёс существенный вклад в популяризацию Чёрного Каньона как туристического объекта. Пассажирское движение по железной дороге по каньону продолжалось до 1940 года, грузовое — до 1949, после чего дорога была заброшена. Большая часть этого участка была затоплена в 1960-е годы при строительстве водохранилища Блю-Меса на реке Ганнисон.
Тем самым в 1882 году необходимо было принять решение, вести ли дорогу через каньон или вести её южнее реки в Монтроз. Необходимо было сначала провести изыскательские работы в каньоне, для чего компания наняла Байрона Брианта. Экспедиция Брианта прошла весь каньон с 12 декабря 1882 года по март 1883 года и пришла к выводу, что прокладка железной дороги через каньон невозможна по финансовым соображениям.
В 1880-е годы началось переселение индейцев юта, живших в долине Ункомпагре, к югу от каньона, в резервации. На их место приходили белые поселенцы, которые занялись сельским хозяйством и стали использовать воду реки Ункомпагре для орошения. Объём воды был недостаточен, и естественным решением казалось отвести воду из реки Ганнисон. В 1894 году фермер Фрэнк Лозон предложил идею тоннеля, по которому вода из Ганнисона поступала бы на поля. Он провёл изыскания, но стоимость тоннеля оказалась слишком большой, и проект не был реализован. Однако конец 1890-х годов был особенно засушливым, и в 1900 году партия из пяти человек, возглавляемая местным жителем Джоном Пелтоном, решила провести исследование Чёрного Каньона. Первоначально они предполагали, начав с Саймаррона, проплыть по реке через каньон на деревянных лодках, однако уже на второй день одна из лодок разбилась, а часть запасов продовольствия уплыла вниз по течению. Экспедиции удалось подняться на южную сторону каньона. Пелтон отправился в Денвер, где был вовлечён в предвыборную политику, попытался получить финансирование на строительство тоннеля, после чего вернулся в каньон, и группа продолжила сплав по реке. Не сумев пройти каньон до конца, они поднялись по скалам на северную сторону каньона и вынуждены были идти 15 миль до ближайшего жилья.
В августе 1901 года экспедиции Уилла Торренса и Абрахама Линкольна Феллоуза удалось проплыть каньон по всей длине, после чего можно было начать работы по строительству тоннеля. Строительство началось в 1904 году и было завершено в 1909 году. Тоннель начинается на нынешней границе национального парка и ведёт вверх на левый (южный) берег реки в Лухане (ныне город-призрак). Далее тоннель переходит в Южный канал в долине Ункомпагре. Тоннель действует до сих пор и используется для орошения.
В 1916 году Элсуорт Колб со спутниками впервые исследовал каньон с точки зрения туристического потенциала. Колб совершил первую попытку проплыть по каньону в июле, потерял лодку, вернулся по земле к началу каньона, и проплыл его со второй попытки, собрав большое количество фото- и киноматериала, а также исследовав прилегающие к каньону территории.
В 1933 году был образован Национальный Монумент Чёрный Каньон Ганнисона, а 21 октября 1999 года монумент был преобразован в национальный парк.

## География
Национальный парк занимает 124,44 км², что делает его одним из самых маленьких по площади национальных парков США. Глубина каньона на территории парка варьируется от 530 до 820 метров, минимальная ширина каньона — 12 метров. Каньон расположен на Колорадском плато, полупустынном плато западнее Скалистых гор, между горами Уэст-Элк на севере, Сан-Хуан на юге и Ункомпагре на западе. Выше парка река Ганнисон перегорожена плотиной, образующей водохранилище Блю-Меса. В парке каньон сначала имеет направление восток-запад, затем поворачивает на северо-запад. Вдоль южного берега каньона проходит автодорога 50 Монтроз — Ганнисон, вдоль северного — автодорога 92 Дельта — Ганнисон.

## Геология
Скалы, из которых состоит каньон, были сложены в докембрии и состоят из метаморфических пород, в первую очередь гнейсов и сланцев, с прожилками пегматита. Возраст этих пород в парке составляет около двух миллиардов лет. Некоторые формации в нижней части каньона состоят из песчаника и относятся к мезозою. Окружающие каньон горы молодые и относятся к кайнозойской складчатости.

## Фауна и флора
В парке встречаются 66 видов млекопитающих, в том числе в большом количестве чернохвостый олень, а также, среди прочих, барибал, пума, койот, вапити, 176 видов птиц, 16 видов рыб, 11 видов пресмыкающихся и два вида земноводных. На территории парка произрастают около 800 видов растений.
Парк расположен на территории четырёх природных зон. Каньон находится на Колорадском плато, и берега его представляют собой полупустыню, характерную отдельно стоящими или растущими малыми группами деревьями можжевельника и колорадской сосны. В парке произрастают шесть видов можжевельника, из которых наиболее частым является жёсткосемянный можжевельник, и восемь видов сосен. Также на плато, другую природную зону образуют заросли дуба Quercus gambelii, растущие в виде кустарника. На склонах каньона, куда попадает существенно меньше солнечного света, растут пихтовые леса. Здесь преобладают псевдотсуга и осина. Южные склоны каньона круче северных, поэтому леса растут главным образом на северных склонах. На дне каньона, вдоль реки Ганнисон, встречаются заливные луга, а также произрастают такие виды деревьев, как тополь Populus angustifolia, виргинская черёмуха и ясенелистный клён. Встречается эндемичный для Колорадо абажуровый паук Hypochilus bonneti.

## Инфраструктура
Единственный информационный центр в парке расположен на левом (южном) берегу. Организованы три кемпинга — два на южном берегу и один на северном. По южному берегу вдоль каньона проложена автомобильная дорога с видовыми точками, от которой отходят пешеходные тропы. Имеются возможности для скалолазания, сплава по реке на плотах и байдарках, рыбной ловли и другой деятельности.
В парке и у границ парка отсутствует общественный транспорт. Ближайший относительно крупный город — Монтроз.